# Mišinci (Derventa)
Pour les articles homonymes, voir Mišinci.
Mišinci (en serbe cyrillique : Мишинци) est un village de Bosnie-Herzégovine. Il est situé dans la municipalité de Derventa et dans la république serbe de Bosnie. Selon les premiers résultats du recensement bosnien de 2013, il compte 237 habitants.

## Démographie

### Évolution historique de la population dans la localité
| 1948 | 1953 | 1961 | 1971  | 1981  | 1991   | 2013 |
| ---- | ---- | ---- | ----- | ----- | ------ | ---- |
| -    | -    | -    | 1 817 | 1 783 | 1 445, | 237  |

|  |

### Communauté locale
En 1991, la communauté locale de Mišinci comptait 2 785 habitants, répartis de la manière suivante :